# Râul Valea Pietricelei
Râul Valea Pietricelei este un curs de apă, afluent al râului Valea Mare. 

## Hărți
- Harta interactivă - județul Sălaj  Arhivat în 5 septembrie 2009, la Wayback Machine.